# Tchet (unité)
Pour les articles homonymes, voir Tchet.
Le tchet (en russe : четь) ou tchetvert (en russe : четверть) est une mesure des terres arables anciennement utilisée en Russie et équivalente à 0,5 deciatine, ou 1 200 sagènes carrées, soit 0,5462698752 hectare (en considérant la valeur de la verste comme égale à 1066,8 mètres), ou 0,54625041694128 hectare (en considérant la valeur de la verste comme égale à 1066,781 mètres). 
Connu depuis la fin du XVe siècle, il a été utilisé officiellement jusqu'en 1766. 